# Setodes venustus
Setodes venustus är en nattsländeart som beskrevs av Georg Ulmer 1951. Setodes venustus ingår i släktet Setodes och familjen långhornssländor. Inga underarter finns listade i Catalogue of Life.